# Edgars Gauračs
Edgars Gauračs (n. 10 martie 1988, Rēzekne, Letonia) este un fotbalist leton care evoluează la echipa FK Ventspils pe postul de atacant. În returul sezonului 2009-2010, a fost împrumutat la FC Rapid București, cu opțiune de cumpărare, dar nu a impresionat și nu a fost păstrat în lotul giuleștenilor.